# César Évora
César Évora Díaz (Havana, 4 de novembro de 1959) é um premiado ator cubano, que atualmente vive no México. Já fez vários trabalhos na TV, e apesar de ter trabalhado no cinema, teatro e televisão, é mais conhecido por seu papeis de novelas, em Cuba e no México.

## Biografia
César estudou Geofísica, para  participar na busca de petróleo e minerais, até que um dia ele decidiu fazer um teste de televisão, em  que foi selecionado entre 500 candidatos. Após uma série de atuações, e vivendo em Cuba seu país natal, decide radicar se no México.
Durante a instrução primária era sempre escolhido para vir para a frente ou para o festival de dizer um poema ou algumas palavras, como sempre foi conhecido por ter uma voz muito peculiar.
Évora cresceu ao lado de sua mãe e seu avô, que tem muitas lembranças, e seu pai estava sempre viajando e só  lhe enviava uma carta a cada seis meses e isso foi assim por 20 anos.
Aos 18 anos ele já tinha um objetivo bem definido, para se tornar ator de cinema.
Nos papéis principais nas telenovelas Luz Clarita, Gente Bien e especialmente El privilegio de amar logo Évora se estabeleceu como um dos mais populares atores na indústria. Ele tem mantido um perfil elevado após performances em produções bem sucedidas, como a La Madrastra, La esposa virgen, e Mundo de fieras. Em 2010, ele se juntou ao elenco da novela Llena de amor que dá vida a Emiliano.
Em 2011 o ator se juntou no elenco da novela Triunfo del Amor ao lado de Victoria Ruffo com quem fez par romântico na telenovela La madrasta. Em Triunfo del Amor ele interpreta o Dr. Heriberto Rios Bernal.
É carinhosamente chamado de Papasito Évora.
Seu dublador oficial no Brasil é Malta Junior (Triunfo do Amor, Abismo de Paixão, Coração Indomável e Te Dou a Vida). Roberto Macedo também dublou César Évora em várias novelas, como Coração Selvagem (CNT e SBT), Luz Clarita, O Privilégio de Amar, Abraça-me Muito Forte, Manancial, No Limite da Paixão, Mariana da Noite, A Madrasta e Mundo de Feras.
Apesar de ter o físico do clássico galã e de ter se formado no Instituto Superior de Arte de Havana, especializando-se em atuação, Évora queria ser por um longo tempo, um cineasta. Este desejo levou-o a passar por um curso de assistente de direção no ICAIC e cursar os primeiros dois anos da Escola Internacional de Cinema e Televisão de San Antonio de los Baños.
No entanto, sua personalidade e capacidade de atuar foram mais fortes, atuando há vários anos.

## Vida pessoal
Depois de separar-se de sua primeira esposa, Inês Martorell, conheceu sua atual esposa Vivian, com quem tem sua terceira filha. César tem dois filhos do seu primeiro casamento: Rafael e Mariana, que vivem em Cuba, e Carla filha de Vivian que vive no México. César é primo da famosa escritora cubana Daina Chaviano.

## Filmografia

### Televisão
| Ano  | Título                             | Personagem                                 | Notas                                          |
| ---- | ---------------------------------- | ------------------------------------------ | ---------------------------------------------- |
| 1987 | La pobre señorita Limantur         | Tonico Sequeira                            |                                                |
| 1993 | Día y Noche                        | —                                          | Cuba                                           |
| 1993 | Corazón salvaje                    | Marcelo Romero Vargas                      |                                                |
| 1994 | Agujetas de color de rosa          | Esteban Armendares                         |                                                |
| 1995 | Si Dios me quita la vida           | Antonio Foscari                            |                                                |
| 1996 | Cañaveral de pasiones              | Amador Montero                             | Episódios: "22-24 de abril de 1996"            |
| 1996 | Luz Clarita                        | Mariano de la Fuente                       |                                                |
| 1997 | Gente bien                         | Jaime Dumas                                |                                                |
| 1998 | El privilegio de amar              | Padre Juan de la Cruz Velarde              |                                                |
| 1999 | Laberintos de pasión               | Gabriel Almada                             |                                                |
| 2000 | Abrázame muy fuerte                | Federico Rivero                            |                                                |
| 2001 | El Manantial                       | Rigoberto Valdez Ruiz                      |                                                |
| 2002 | Entre el amor y el odio            | Octavio Villarreal                         |                                                |
| 2002 | Así son ellas                      | Luis Ávila                                 | Episódios: "22-23 de setembro de 2002"         |
| 2003 | Mariana de la noche                | Atilio Montenegro                          |                                                |
| 2005 | La esposa virgen                   | Edmundo Rivadeneyra "El Loco Serenata"     |                                                |
| 2005 | La madrastra                       | Esteban San Román                          |                                                |
| 2006 | Mundo de fieras                    | Gabriel Cervantes-Bravo                    |                                                |
| 2006 | Mundo de fieras                    | Demián Martinez Guerra                     |                                                |
| 2007 | Amor sin maquillaje                | Pedro Ríos                                 |                                                |
| 2007 | Yo amo a Juan Querendón            | Don Samuel Cachón                          |                                                |
| 2007 | Al diablo con los guapos           | Don Constancio Belmonte Lascuraín          |                                                |
| 2008 | En nombre del amor                 | Eugenio Lizarde                            |                                                |
| 2010 | Llena de amor                      | Emiliano Ruiz y de Teresa                  |                                                |
| 2010 | Triunfo del amor                   | Dr. Heriberto Ríos Bernal                  |                                                |
| 2011 | El encanto del águila              | Don Manuel Márquez Sterling                | Episódio: "La Traición de los Hereges"         |
| 2012 | Abismo de pasión                   | Rosendo Arango                             |                                                |
| 2012 | Amor Bravío                        | Dionisio Ferrer/ Héctor Gutiérrez          |                                                |
| 2013 | Corazón indomable                  | Alejandro Mendoza                          | Episódios: "26 de fevereiro-1 de maio de 2013" |
| 2013 | La tempestad                       | Fulgencio Salazar                          |                                                |
| 2014 | Hasta el fin del mundo             | Francisco "Paco" Fernández                 |                                                |
| 2015 | A que no me dejas                  | Osvaldo Terán                              |                                                |
| 2016 | Las amazonas                       | Victoriano Santos                          |                                                |
| 2017 | La doble vida de Estela Carrillo   | Walter Cabrera                             |                                                |
| 2017 | En tierras salvajes                | Arturo Otero                               |                                                |
| 2019 | Ringo                              | Oscar "El Oso" Villar                      |                                                |
| 2020 | Vencer el miedo                    | Horacio Cifuentes                          |                                                |
| 2020 | Te doy la vida                     | Nélson Lamberto Lopes Reyna                |                                                |
| 2021 | ¿Qué le pasa a mi familia?         | Jesús Rojas Bañuelos                       |                                                |
| 2021 | SOS me estoy enamorando            | Leopoldo Fernández                         |                                                |
| 2022 | El último rey                      | Francisco Manjarrez                        |                                                |
| 2023 | Perdona nuestros pecados           | Héctor Morales                             |                                                |
| 2023 | Minas de pasión                    | Ignacio Villamizar Lara                    |                                                |
| 2024 | Fugitivas, en busca de la libertad | Patricio Rojas "El Policía"                |                                                |
| 2025 | Me atrevo a amarte                 | Valente Pérez-Soler / Fernando Pérez-Soler |                                                |

### Cinema
- Tropico de Sangre (2010)
- Gertrudis (1991)
- La Bella de Alhambra (1989)
- Barrio Negro (1989)
- Capablanca (1986)
- Un Hombre de Éxito (1986)
- Una Novia Para David (1985)
- Habanera (1984)
- Amada (1983)
- Cecilia (1981)

## Teatro
- Las Arpías (2019)
- Cartas de Amor (2006-2007)
- Trampa de Muerte (2004) México. Projeto com o ator Fernando Colunga
- Tú mientes, yo miento, todos mentimos (1998-1999) México

## Prêmios e Indicações
| Ano  | Festival                       | Categoria                   | Nomeações               | Resultado |
| ---- | ------------------------------ | --------------------------- | ----------------------- | --------- |
| 1994 | Prêmio TVyNovelas              | Melhor Revelação Masculina  | Corazón salvaje         | Indicado  |
| 1999 | Prêmio TVyNovelas              | Melhor Ator Coadjuvante     | El privilegio de amar   | Venceu    |
| 2000 | Prêmio TVyNovelas              | Melhor Ator Coadjuvante     | Laberintos de pasión    | Indicado  |
| 2000 | Prêmio Bravo                   | Melhor Ator                 | Laberintos de pasión    | Venceu    |
| 2001 | Prêmio TVyNovelas              | Melhor Ator Antagonista     | Abrázame muy fuerte     | Venceu    |
| 2001 | Prêmio TVyNovelas              | Melhor Primeiro Ator        | Abrázame muy fuerte     | Indicado  |
| 2002 | Prêmio TVyNovelas              | Melhor Ator Protagonista    | Entre el amor y el ódio | Indicado  |
| 2003 | Prêmio INTE Internacional      | Melhor Ator                 | Entre el amor y el ódio | Indicado  |
| 2003 | Prêmio Las Palmas de Oro       | Melhor Ator                 | Entre el amor y el ódio | Venceu    |
| 2004 | Prêmio TVyNovelas              | Melhor Ator Antagonista     | Mariana de la noche     | Venceu    |
| 2004 | Prêmio Las Palmas de Oro       | Melhor Ator Antagônico      | Mariana de la noche     | Venceu    |
| 2005 | Prêmio ACE de Nova York        | Melhro Co-Atuação Masculina | Mariana de la noche     | Indicado  |
| 2006 | Prêmio TVyNovelas              | Melhor Ator Coadjuvante     | La esposa virgen        | Indicado  |
| 2006 | Prêmio TVyNovelas              | Melhor Ator Protagonista    | La madrasta             | Indicado  |
| 2007 | Prêmio TVyNovelas              | Melhor Ator Antagonista     | Mundo de fieras         | Venceu    |
| 2007 | Prêmio Bravo                   | Melhor Ator Antagônico      | Mundo de fieras         | Venceu    |
| 2012 | Prêmio TVyNovelas              | Melhor Primeiro Ator        | Triunfo del amor        | Venceu    |
| 2012 | Prêmio People en Español       | Melhor Vilão                | Amor bravío             | Venceu    |
| 2013 | Prêmio TVyNovelas              | Melhor Ator Antagonista     | Amor bravío             | Indicado  |
| 2013 | Prêmio People en Español       | Melhor Vilão                | La tempestad            | Venceu    |
| 2017 | Prêmio TVyNovelas              | Melhor Ator Antagonista     | Las amazonas            | Venceu    |
| 2019 | Prêmio TV Adicto Golden Awards | Melhor Primeiro Ator        | Ringo                   | Venceu    |
| 2019 | Prêmio Presea Luminaria de Oro | Melhor Desempenho           | Ringo                   | Venceu    |
| 2020 | Prêmio TVyNovelas              | Melhor Primeiro Ator        | Ringo                   | Pendente  |
| 2020 | Prêmio TVyNovelas              | Maduro Mais Bonito          | Ringo                   | Pendente  |